# Dahalo (Sprache)
Dahalo (genauer: [ɗaháálo], Eigenbezeichnung der Sprache: [ʔáfo gúħooni] „die Sprache der Leute“; auch: Sanye) ist eine vom Aussterben bedrohte kuschitische Sprache in Kenia, die von noch ca. 400 Menschen gesprochen wird (Stand von 1992). Zweitsprache ist das Swahili (siehe Bilingualismus).
Die Bezeichnung Dahalo wird von den Angehörigen dieser Ethnie zwar verstanden, aber nicht selbst benutzt. Ein Teil der Dahalo nennt sich selbst [ɗáko].
Die Klassifikation des Dahalo innerhalb der kuschitischen Sprachfamilie ist umstritten; es wird zur südkuschitischen oder zur ostkuschitischen Untereinheit gezählt.
Das Konsonantensystem dieser Sprache ist ziemlich umfangreich.
Auffällig ist vor allem, dass im Dahalo zwei dentale Schnalzlaute vorkommen, was eigentlich für Khoisan-Sprachen charakteristisch ist: [ǀ] und [nǀ].
Beispiele (aus Tosco 1991):
- [ǀíngiliʕe] „Stern“
- [nǀaba] „Wald“